# Ayrton Norte
Ayrton Ferreira do Norte (Manaus, 13 de janeiro de 1968) foi o comandante-geral da Polícia Militar do Amazonas entre 2019 e 2021. Sua gestão foi marcada pelo uso da força contra o crime organizado. Se tornou notório por chefiar uma operação contra o narcotráfico nas comunidades ao redor do rio Abacaxis, que foi acusada pela Polícia Federal de ser uma chacina.

## Polícia Militar
Em 7 de janeiro de 2019, foi empossado como comandante-geral da Polícia Militar do Amazonas (PM-AM). Na posse, afirmou que sua prioridade seria o combate ao crime organizado. Ele substituiu o coronel José Cláudio Nonato da Silva.
Em outubro de 2019, a Ronda Ostensiva Cândido Mariano (Rocam) matou 17 pessoas. Ayrton defendeu a ação, dizendo que a ação policial evitou uma briga entre facções.
Em março de 2020, durante sua gestão, a PM do Amazonas realizou a desocupação do Monte Horebe, que despejou 2.204 famílias em situação irregular do local.
Em 2 de agosto de 2020, dois PMs foram feridos e outros dois morreram em uma operação contra o narcotráfico nas comunidades a beira do rio Abacaxis. Por isso, no dia seguinte, Ayrton voltou às comunidades com 50 PMs, ato que foi considerado pelos moradores como uma operação de vingança. O total de 11 pessoas foram presas, porém cinco moradores morreram e outros cinco desapareceram. Também houve relatos de outras mortes arbitrárias, tortura e outras violações dos direitos humanos. A operação sofreu uma interferência da Polícia Federal (PF), que investigou o caso por três anos. Em 28 de abril de 2023, Ayrton foi indiciado pela PF pela chacina.
Em 2021, a taxa de homicídios dolosos no bairro Jorge Teixeira, na Zona Leste de Manaus, aumentaram em 100% se comparado ao ano anterior, mesmo com o aumento do policiamento. Norte responsabilizou o crime organizado pelas mortes.

## Vida política
Em 27 de outubro de 2021, foi exonerado da PM pelo governador do Amazonas Wilson Lima, filiou-se ao Partido Social Cristão (PSC) e concorreu a vice-prefeito de Coari na chapa de Robson Tiradentes Júnior (PSC). Sua chapa defendia as forças armadas e seguia a pauta anti-corrupção. Sua candidatura teve apoio do governador. Perdeu as eleições para Keitton Pinheiro (PP). Sua chapa ficou em segundo lugar, com 35% dos votos.
Em 2022, filiou-se ao União Brasil (UNIÃO) e se lançou como pré-canditado para deputado estadual pelo Amazonas, com a pauta de auxiliar as forças de segurança do Estado. Porém, não se elegeu.

## Condecorações
- Medalha Ruy Araújo (2019)[28]
- Medalha Comemorativa "Aniversário da Polícia Militar do Amazonas" (2022)[29]